# Separados pero iguales

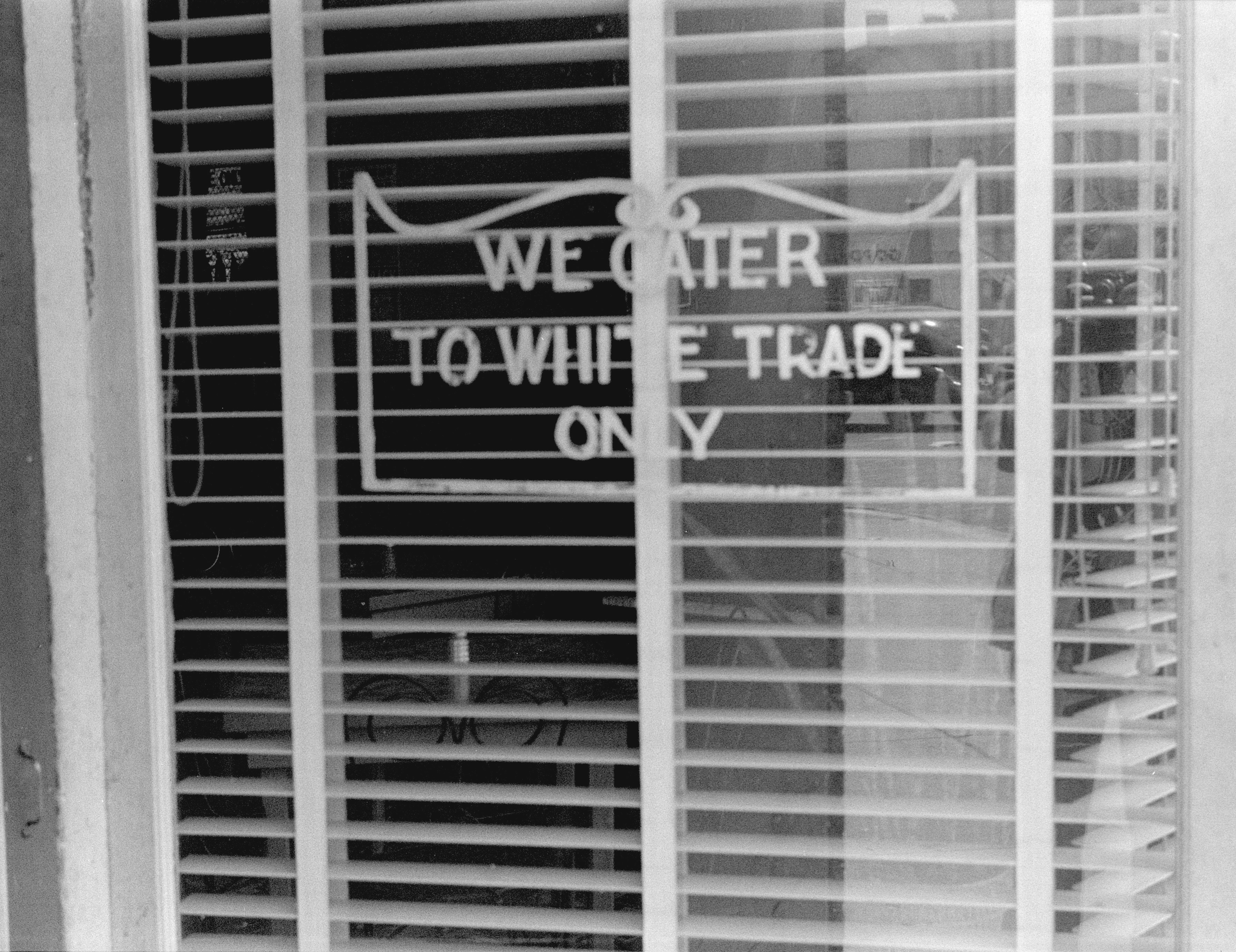
Un escaparate de un restaurante en Lancaster, Ohio, que dice "Atendemos únicamente a blancos".

Separate but equal (en castellano: Separados pero iguales) fue una doctrina jurídica del Derecho constitucional de Estados Unidos que justificaba y permitía la segregación racial, entendiendo que no suponía una violación de la decimocuarta enmienda de la constitución estadounidense, garantía de la igual protección de las leyes para todos los ciudadanos. Según esta doctrina, el gobierno podía permitir que sectores públicos o privados como los de servicios, instalaciones, alojamientos, vivienda, cuidados médicos, educación, empleo y transporte pudieran ser separados según la raza, puesto que la calidad de cada uno de estos servicios sería igual. Esta frase se usó notoriamente por primera vez en Luisiana en 1890, aunque el término usado en verdad era "iguales pero separados".
Esta doctrina fue confirmada en la sentencia del caso Plessy contra Ferguson de 1896 por la Corte Suprema de los Estados Unidos, que legalizó la segregación racial a nivel estatal. Aunque las leyes segregacionistas ya existían antes del caso, esta decisión acabó impulsando las segregaciones en los estados en la era de las Leyes de Jim Crow, que habían comenzado de hecho en 1876, restringiendo los derechos y libertades civiles de millones de afroestadounidenses sin ninguna pretensión de igualdad durante el periodo de la Reconstrucción. En los años posteriores 18 estados adoptaron leyes segregacionistas, restringiendo los derechos de los negros.
Esta doctrina comenzó a caer recién a mediados del siglo XX, gracias a una serie de sentencias de la Corte Suprema presidida por Earl Warren que las declararon inconstitucionales, comenzando con el caso Brown contra Consejo de Educación de 1954. Sin embargo, el fin de las leyes segregacionistas en Estados Unidos sería un proceso más largo, pasando por las décadas de 1950, 1960 y 1970, involucrando muchas decisiones de tribunales estatales y federales, además de acciones de los poderes legislativos.